# Jugoszlávia Népi Felszabadításának Antifasiszta Tanácsa

A demokratikus szövetségi jugoszláv állam címere. A lenti dátum az alapítás, az AVNOJ második ülésszakának dátuma.

Jugoszlávia Népi Felszabadításának Antifasiszta Tanácsa (szerbhorvátul: Antifašističko vijeće narodnog oslobođenja Jugoslavije, rövídítve: AVNOJ) egy tanácskozó és törvényhozó testület volt, amelyet 1942 novemberében a jugoszláviai Bihácsban hozott létre Josip Broz Tito, a jugoszláv partizánok és a Jugoszláv Kommunista Párt által vezetett fegyveres ellenállási mozgalom vezetője, hogy a második világháború alatt ellenálljon az ország tengelyhatalmak általi megszállásának.
Az AVNOJ 1943-ban Jajcában, majd 1945-ben Belgrádban, röviddel az európai háború befejezése után ismét összeült. Az ülések között elnökségén, végrehajtó tanácsán és a Jugoszlávia Felszabadításának Nemzeti Bizottságán keresztül működött. Míg a bizottságban Tito elnökölt, addig az AVNOJ üléseit és elnökségét Ivan Ribar vezette. Az AVNOJ második ülése Jugoszlávia új törvényhozó testületévé nyilvánította magát, és úgy döntött, hogy a háború utáni Jugoszlávia többnemzetiségű szövetségi állam legyen.
1944-re a nyugati szövetségesek és a jugoszláv emigráns kormány is elismerte az AVNOJ-t egész Jugoszlávia törvényhozó testületeként. Az AVNOJ harmadik ülésszakát már 1945-ben, az alkotmányozó nemzetgyűlés előkészítéseként hívták össze. Az AVNOJ határozatai rendelkeztek arról, hogy az államszövetségben hat szövetségi köztársaság lesz, és egyúttal meghatározták azok határait. A szövetségesekkel való kapcsolattartásban a száműzetésben lévő kormánytól átvette Jugoszlávia legitim vezető testületének pozícióját is.

## Háttér

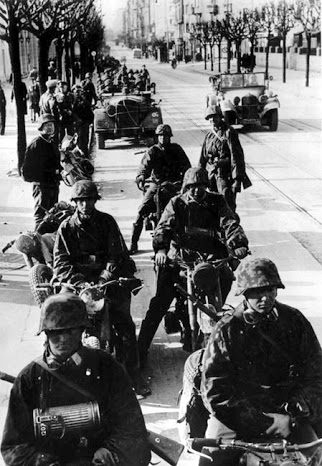
Német csapatok Belgrádban 1941. áprilisában

A Jugoszláv Királyság a náci Németország nyomására 1941. március 25-én csatlakozott a háromhatalmi egyezményhez. Ez utóbbi a Szovjetunió tervezett megtámadása előtt igyekezett biztosítani a támadó erők déli szárnyát, miközben biztosította a szállítási útvonalak és a gazdasági erőforrások elérhetőségét a Balkánon, ahol már folyamatban volt az olaszok Görögország elleni inváziója. A paktumra válaszul a jugoszláv királyi fegyveres erők tábornokai puccsot hajtottak végre, amely megbuktatta a kormányt és Pál régensherceget. Jugoszlávia miniszterelnöke Dušan Simović a Jugoszláv Királyi Légierő tábornoka lett, és II. Péter jugoszláv király nagykorúvá nyilvánításával megszüntették a régensséget.
1941. április 6-án a tengelyhatalmak megszállták Jugoszláviát. Az ország egyes részeit szomszédaihoz csatolták, és az Usztasa uralma alá tartozó bábállamként kihasították belőle a Független Horvát Államot (NDH). A Jugoszláv Kommunista Párt (KPJ) utasította 8000 tagját, hogy a fegyveres ellenállásra készülve halmozzanak fel fegyvereket. Az év végére 1941-ben a fegyveres ellenállás, kivéve Macedóniát az ország minden területére kiterjedt. A titkos hadműveletek tapasztalatait összegyűjtve a KPJ Tito vezetésével hozzálátott a jugoszláv partizánok megszervezéséhez az ellenállási harcra. A KPJ úgy vélte, hogy a Szovjetunió német inváziója kedvező feltételeket teremt egy felkeléshez. A KPJ politikai vezetése Tito főparancsnokságával 1941. június 27-én megalapította a Jugoszláv Nemzeti Felszabadító Hadsereg Legfelsőbb Főhadiszállását, és a partizánok 1945-ig küzdöttek a megszálló hatalmak ellen.

### Az emigráns kormány

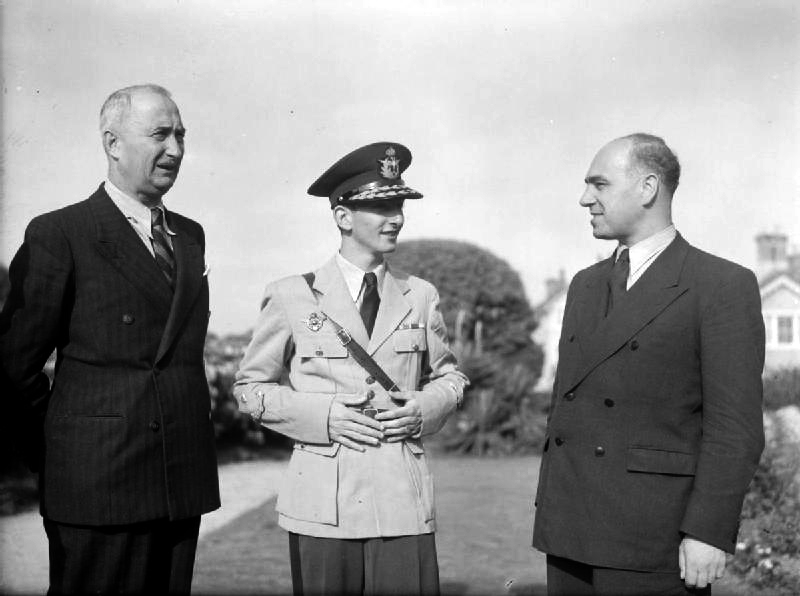
II. Péter király (középen) Simonić miniszterelnök (balra) és Knežević igazságügyminiszter (jobbra) társaságában Angliába érkezésük után 1941 júniusában.

II. Péter király és a kormány 1941 áprilisában, amikor nyilvánvalóvá vált, hogy a királyi hadsereg nem tudja megvédeni az országot, elmenekült Jugoszláviából. A szervezett fegyveres ellenállás feladására vonatkozó döntés a száműzetésben lévő kormányt gyenge helyzetbe hozta, amelyet tovább erodáltak a miniszterek közötti politikai nézeteltérések. A kormány a puccs utáni, Simović vezette kormányzat legitimitását az 1931-es jugoszláv alkotmányra alapozta, amely a kormányt királynak rendelte felelőssé. A Horvát Parasztpárt (HSS) miniszterei, köztük a párt vezetője, Vladimir Maček miniszterelnök-helyettes azonban, bár lemondott, az országban maradt. A HSS így elvesztette befolyását. Džafer Kulenović, a Jugoszláv Muszlim Szervezet egyetlen minisztere szintén lemondott.
A száműzetésben lévő kormány egy etnikai vonal mentén szakadt szét, amely elválasztotta a HSS-t a több pártból álló szerb miniszterek blokkjától. A megosztottság tovább mélyült, mert a HSS miniszterei vonakodtak nyilvánosan megvitatni és elítélni a szerbek elleni 1941 végén elkövetett usztasa atrocitásokat. 1942 januárjában Simovićot Slobodan Jovanović váltotta fel, és döntésére a csetnikek tovább szélesítették a szakadékot a HSS-miniszterekkel. Jovanović a csetnikeket a háború utáni monarchia helyreállítását ígérő gerillacsapatnak tekintette. Ez a kommunizmustól való félelemmel párosulva arra késztette, hogy figyelmen kívül hagyja a csetnikeknek a tengelyhatalmakkal való együttműködéséről szóló információkat,  és vezetőjüket Draža Mihailovićot kinevezte hadügyminiszterévé. Ezzel egy időben a kormány Mihailovićot hadseregtábornokká léptette elő, és a csetnikeket formálisan „jugoszláv honi hadsereg” névre keresztelte. 1943 júniusában Jovanović, miután nem tudta újra egyesíteni a minisztereket lemondott, majd a helyére lépett Miloš Trifunović kevesebb mint két hónap után szintén lemondott. Augusztusban Božidar Purićot, bár Mihailović megtartotta miniszteri pozícióját, egy jórészt köztisztviselőkből álló, nagyrészt adminisztratív kormányzat miniszterelnökévé nevezték ki..

## Az AVNOJ első ülése
1942 novemberében a partizánok elfoglalták Bihácsot, és biztosították az irányítást Nyugat-Bosznia, Dalmácia és Lika nagy része felett, amelyeket Bihácsi Köztársaságnak neveztek el. November 26-án és 27-én a városban alakult meg Tito és a KPJ kezdeményezésére Jugoszlávia Népi Felszabadításának Antifasiszta Tanácsa (AVNOJ). Az AVNOJ alapító ülésén az ország leendő kormányának alapjául a többnemzetiségű szövetségi állam elvét fogadta el, de nem határozta meg hivatalosan, hogy a háború után milyen kormányzati rendszert valósítanak meg. Bizonyos fokú kétértelműség volt a jövőbeni szövetségi egységek számát illetően, és azt illetően, hogy mindegyikük egyenlő státuszban lesz-e képviselve a szövetségen belül.

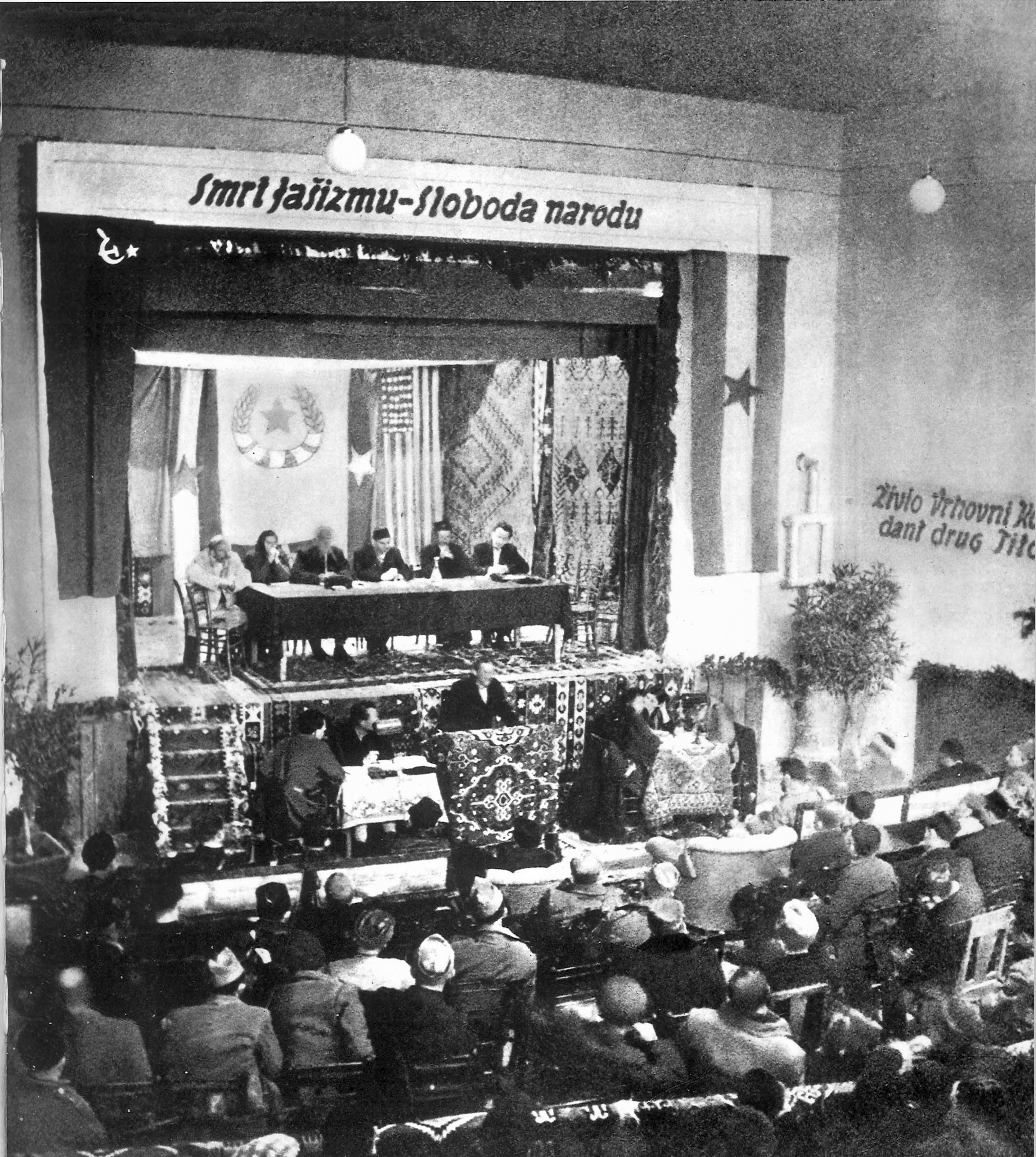
Az AVNOJ első ülése Bihácsban 1942 novemberében.

Az AVNOJ nem foglalkozott a nyugati szövetségesek által támogatott, londoni székhelyű jugoszláv emigráns kormány nemzetközi elismerésével, a szovjet vezető Sztálin pedig nem akarta a szövetségeseket a partizánok támogatásával szembeállítani. Nem sokkal a bihácsi ülés előtt, hogy hangsúlyozza ideiglenes és tengelyellenes jellegét, Tito az AVNOJ eredeti nevét az „antifasiszta” jelzővel egészítette ki. Ezek a lépések a KPJ és Moszkva közötti 1942. július–novemberi levelezésben kifejtett szovjet álláspontokra reagálva történtek. A Komintern sürgette Titót, hogy kizárólag az ország felszabadítása érdekében hozzon létre egy politikai testületet, és ne szálljon szembe a jugoszláv monarchiával. A szovjetek arra kérték az AVNOJ-t, hogy elkerülje a nyugati szövetségesek ellenzését, ne hirdesse nyíltan a kommunista terveket, és óva intették Titót az AVNOJ elnökévé történő megválasztásától.
Az AVNOJ-ban Bosznia és Hercegovinát tizethét, Horvátországot tizenöt, Szerbiát és Montenegrót tizennégy, Szlovéniát nyolc, a Szandzsákot hat, a Vajdaságot pedig három küldött képviselte. Ez az eloszlás a fegyveres harcban az ország egyes részeiről részt vevő partizánok számát tükrözte. A kiválasztott küldöttek egy része, köztük a Szlovénia és a Vajdaság képviselői, valamint tizenkét másik személy nem érkezett meg. A szlovén delegáció táviratban tájékoztatta az AVNOJ-t támogatásáról. Macedónia egyáltalán nem képviseltette magát. Az AVNOJ elnöke Ivan Ribar, alelnökei pedig Pavle Savić és Nurija Pozderac lettek. Ribar volt Szerb-Horvát-Szlovén Királyság, amelyet később Jugoszláviára kereszteltek alkotmányozó nemzetgyűlésének az első elnöke.
Az AVNOJ egy végrehajtó tanácsot is kinevezett  Ribar elnökletével. Ennek három alelnöke (Edvard Kocbek, Nurija Pozderac és Pavle Savić), és további hat tagja volt: Mladen Iveković (szociális ügyek), Veselin Masleša (tájékoztatás), Simo Milošević (egészségügy), Ivan Milutinović (gazdaság), Mile Peruničić (belügyek), ill.
Vlada Zečević (vallási ügyek). A végrehajtó tanács formálisan nem számított kormánynak, és Tito az AVNOJ bihácsi ülésén azt mondta, hogy nemzetközi okokból nem is lehet kormányt alakítani, ehelyett a végrehajtó tanácsot az emberek mozgósításának politikai eszközeként jellemezte.
A bihácsi találkozót követően a területi tanácsokat politikai testületekként hozták létre, amelyek a leendő szövetség egyes részeit képviselték. 1943 januárjában az AVNOJ végrehajtó tanácsa meghirdette a „népfelszabadítási kölcsönt”, amely félmilliárd kuna összegyűjtését irányozta elő a partizánok ügyének támogatására. Az AVNOJ hiteltelenítésére és a partizánok harcának szerbbarátként és horvátellenesként való bemutatására 1942 novemberében megindult az NDH usztasa rezsimjének propagandakampánya. A kampány, amely 1943 márciusa után alábbhagyott, brosúrák és újságcikkek megjelentetését, valamint több gyűlést is magában foglalt. A felkelők között kiemelték a szerbek részvételét, míg a horvát vagy bosnyák AVNOJ résztvevőket vagy nem említették, vagy árulónak bélyegezték, illetve rosszul nevezték el. Ribar nevét például tévesen a szlovén hangzású „Janez Ribar”-ként tüntették fel.

## Az AVNOJ második ülése

Ivan Ribar az AVNOJ elnöke.

Miután Olaszországban Mussolini megbukott és az ország átpártolt a szövetségesekhez, és a nyugati szövetséges erők Jugoszlávia felé nyomultak, Tito bejelentette az AVNOJ újabb ülésének összehívását. Az előző ülés óta a nyugati szövetségesek támogatni kezdték a partizánokat, és Tito valószínűnek tartotta a britek Jugoszláviában való partraszállását. 1943 októberében éppen a második ülésszak előtt a KPJ központi bizottsága létrehozta Jugoszlávia Felszabadításának Nemzeti Bizottságát (NKOJ), egy összjugoszláv végrehajtó testületet, amelynek az ideiglenes kormány szerepét szánta.
Az AVNOJ 1943. november 29-én és 30-án Jajcában ismét összeült; az ülést a végrehajtó tanács elnökeként Ribar vezette. A KPJ eredetileg azt tervezte, hogy az AVNOJ második ülésén 250, a regionális tanácsok által választott küldött vesz részt. A küldöttek számát ezt követően, hogy Macedónia és Szandzsák küldöttei is szerepeljenek benne, 53-mal növelték. 78 küldöttet választottak Horvátországban, 53-at Bosznia-Hercegovinában, 53-at Szerbiában, 42-t Szlovéniában, 42-t Macedóniában, 16-ot Montenegróban, 11-et Szandzsákban és 8-at Vajdaságban. A tervezett 303 főből 142 küldött érkezett meg az ülés kezdetéig, és 163 helyettes küldött is részt vett az ülésen. Nem volt jelen sem szandzsákbeli, sem macedón képviselő. A Szerbia Nemzeti Felszabadítási Bizottsága Szerbia német megszállása miatt nem tudott választásokat tartani, ehelyett a szerb küldötteket a szerbiai származású partizán egységek választották meg; ennek eredményeként Kelet-Jugoszlávia alulreprezentált volt.

### Az új Jugoszlávia alapjainak lefektetése

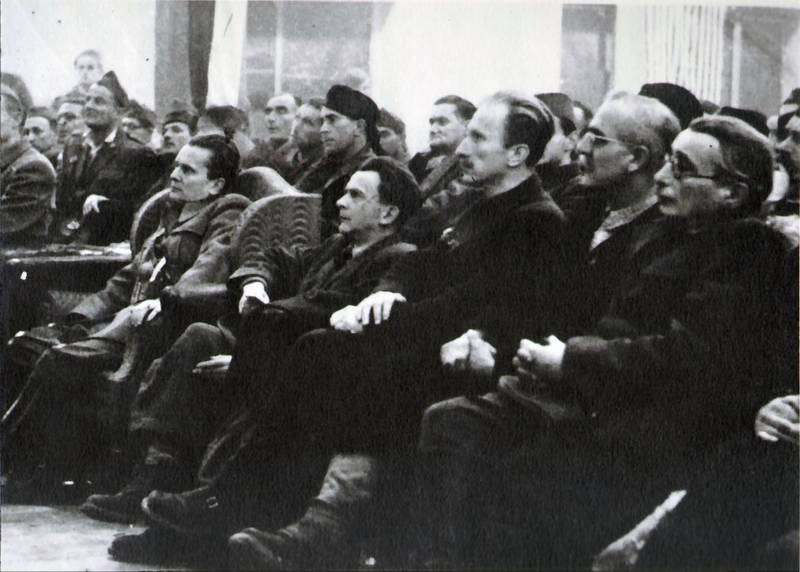
Az AVNOJ második ülésszaka Jajcában, az első sorban balról jobbra Josip Broz Tito, Josip Vidmar, Edvard Kocbek, Josip Rus és Moša Pijade ülnek.

Az AVNOJ az ország legfelsőbb törvényhozó testületének és a jugoszláv szuverenitás egyetlen képviselőjének nyilvánította magát, és több, politikai és alkotmányos jelentőségű döntést hozott. Megerősítette elkötelezettségét egy demokratikus, szövetségi állam létrehozása mellett; és a leendő szövetségben elismerte Bosznia-Hercegovina, Horvátország, Macedónia, Montenegró, Szerbia és Szlovénia egyenrangú szerepét. Csak a Szandzsák szerepelt az alacsonyabb rangú regionális egységek között, annak ellenére, hogy regionális tanácsa továbbra is a „hét népkormányzati szerv” közé tartozott. Bár az egyes nemzetek és régiók helyzetét nem részletezték tovább, az AVNOJ második ülésszaka a szovjet minta alapján meghatározta a Jugoszláviában bevezetendő szövetségi rendszer modelljét. A Horvát Kommunista Párt (KPH) vezetője Andrija Hebrang egy laza jugoszláv föderációt szorgalmazott, ahol a kommunista pártok és a szövetségi egységekben létrehozott szervek szuverének lennének. A tanácsban azonban Tito nézetei kerekedtek felül a Horvát Kommunista Párt által elfogadott modellel szemben,, mely a KPJ névlegesen független része Horvátországban. Tito elképzelése a szövetségi egységekről csak adminisztratív felosztásról szólt. Hebrangot 1944 végén Vladimir Bakarić váltotta fel, aki a KPH föderalizmussal kapcsolatos nézeteit Titoéhoz igazította.

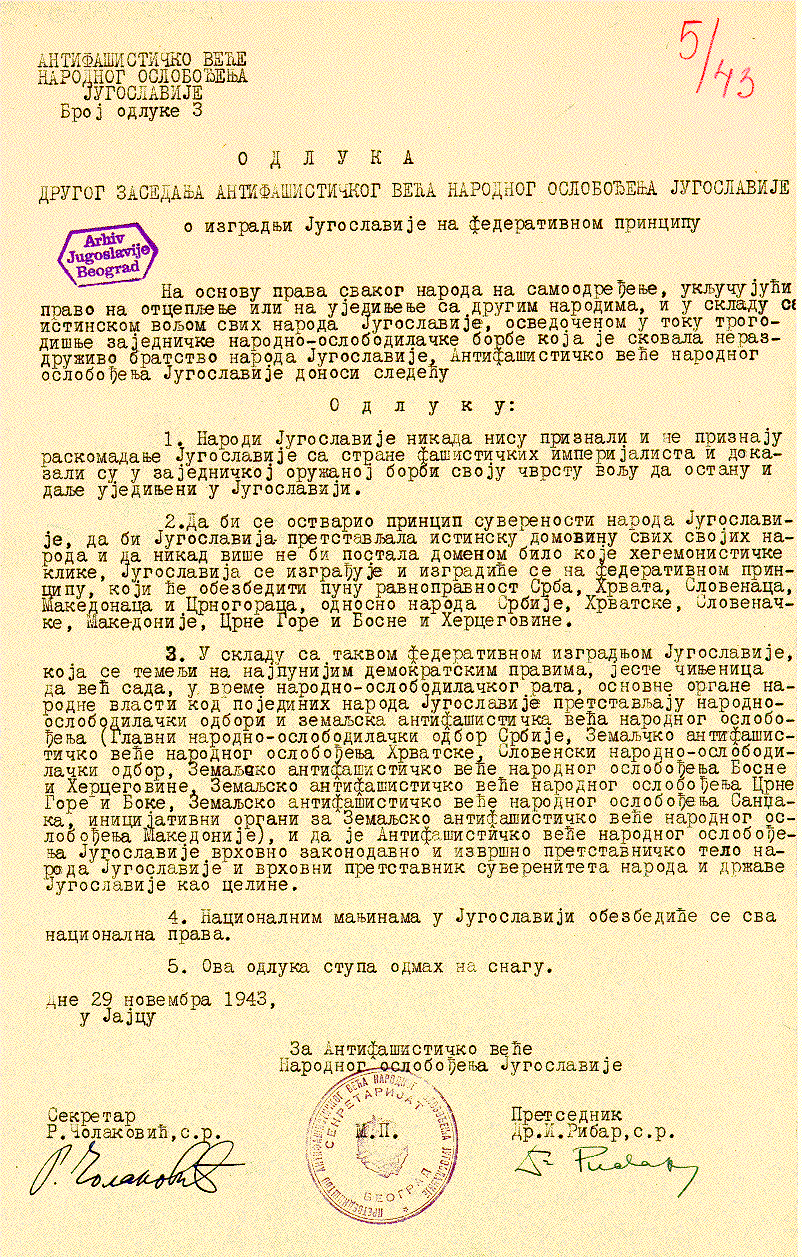
Az AVNOJ határozata egy új Jugoszlávia föderációként való felépítéséről, nemzetei egyenlőségének biztosítása mellett.

Az AVNOJ emellett tagadta a jugoszláv emigráns kormány legitimitását, és megtiltotta II. Péter király visszatérését az országba mindaddig, amíg népe a háború után nem dönthet a monarchia jövőjéről. Ezenkívül kinyilvánította, hogy a száműzetésben élő kormány által korábban megkötött valamennyi megállapodást felül kell vizsgálni, újra kell tárgyalni és jóváhagyni vagy törölni kell, a száműzetésben élő kormány által kötött további megállapodásokat pedig semmisnek nyilvánította. Továbbá az AVNOJ kijelentette, hogy Jugoszlávia soha nem fogadta el az 1941-es felosztást. Végül Tito megkapta a Jugoszlávia marsallja rangot.
Az AVNOJ hatvanhárom tagból álló új elnökséget választott, amelynek elnöke Ribar lett. Öt alelnököt választottak: Antun Augustinčić, Moša Pijade , Josip Rus, Dimitar Vlahov és Marko Vujačić; Radonja Golubović és Rodoljub Čolaković pedig az elnökség titkárai lettek. Az AVNOJ delegáltjai közül néhány nem kommunista volt, így az elnökségben is volt néhány nem kommunista is, akik a háború előtti HSS és a Független Demokrata Párt tagjai voltak. A küldöttek megerősítették a NKOJ-t a kormány szerepében. Titót az NKOJ elnökévé nevezték ki, és három alelnököt választottak, akik közül ketten a KPJ tagjai (Edvard Kardelj és Vladislav S. Ribnikar) voltak, a harmadik pedig az egyik a HSS-tag Božidar Magovac volt. Végül az AVNOJ hivatalosan méltatta és köszönetet mondott Tito Legfelsőbb Főhadiszállásának és a partizán erőknek a fegyveres harcért.

### A szövetségesek általi elismerés
1944. január 15-én az AVNOJ bevezette a hivatalos eljásárokban a többnyelvűséget, és úgy döntött, hogy hivatalos dokumentumait szerb, horvát, szlovén és macedón nyelven teszi közzé. Februárban az AVNOJ és az NKOJ Tito kérésére elfogadta Jugoszlávia új címerét. A címer közepe öt égő fáklyából állt, amelyek egy lángként égtek, ami az öt egyesült nemzetet jelképezte; ezt gabonakévék keretezték, tetején egy ötágú vörös csillag volt látható, alul pedig egy kék szalagon alapításának dátumát lehetett olvasni.
Sztálint feldühítette, hogy az AVNOJ visszautasította a szovjet tanácsot az NKOJ ideiglenes kormányként való felállításával kapcsolatban, és nyíltan megtagadta a száműzetésben lévő kormányt. Sztálin kifejezetten aggódott amiatt, hogy Tito átvette az NKOJ elnöki posztját, és marsalli rangra emelték. Úgy gondolta, hogy ez azt jelzi a nyugati szövetségeseknek, hogy a KPJ valójában a kommunista forradalom győzelméért harcol. Sztálint tovább dühítette az a tény, hogy nem kapott előzetes értesítést a döntésekről. Sztálin meglepetésére azonban a nyugati szövetségesek nem ellenezték határozottan az AVNOJ döntéseit. A brit felszerelések és fegyverek áramlása a partizánokhoz 1943 második felében Churchill mediterrán stratégiája alapján folytatódott. Csupán néhány nappal az AVNOJ második ülése után a szövetségesek a teheráni konferencián elismerték a partizánokat szövetséges erőként, és megszakították a csetnikek további segélyezését. Winston Churchill felszólítására a Ivan Šubašić vezette emigráns kormány és a Tito vezette NKOJ 1944. június 16-án aláírta a visi szerződést; a száműzetésben élő kormány elismerte az AVNOJ-t, cserébe az NKOJ-nak azért az ígéretéért, hogy a Jugoszlávia alkotmányáról szóló döntést a háború utánra halasztja. Tito és Šubašić november 1-jén újabb megállapodást kötött; Šubašić megerősítette az AVNOJ-t Jugoszlávia törvényhozó testületeként, és beleegyezett egy új, 18 fős kormány megalakításába. Eszerint a tagok közül hatan az emigráns kormányból érkeznének, tizenketten pedig NKOJ-tagok lennének. Az AVNOJ második ülésére a csetnik vezetés is reagált. A csetnikek 1944 januárjában megtartott bai kongresszuson alternatív megoldást javasoltak a háború utáni kormányzat számára. A kongresszus a korabeli csetnik propaganda alapján az AVNOJ-t is elítélte, mint a kommunisták és az Usztasa szerbek elleni együttműködésének termékét.

### A németek üldözése
1944. november 21-én az AVNOJ elnöksége a jugoszláviai németeket Jugoszlávia ellenségeiként kollektív bűnösnek nyilvánította a háborúval kapcsolatban. A partizánok által ellenőrzött területeken a németeket internálták. 1944 előtt mintegy félmillió német élt Jugoszláviában. Közülük a Vörös Hadsereg érkezése előtt körülbelül 240 ezret evakuáltak, további 150 ezret később a Szovjetunióba deportáltak kényszermunkára, 50 ezren a jugoszláv munkatáborokban haltak meg, 15 ezret pedig a partizánok gyilkoltak meg. A többiek nagy részét kiutasították Jugoszláviából, a német vagyont pedig elkobozták. Az 1948-as népszámlálás idejére kevesebb mint 56 000 német nemzetiségű maradt az országban.

## Az AVNOJ harmadik ülése

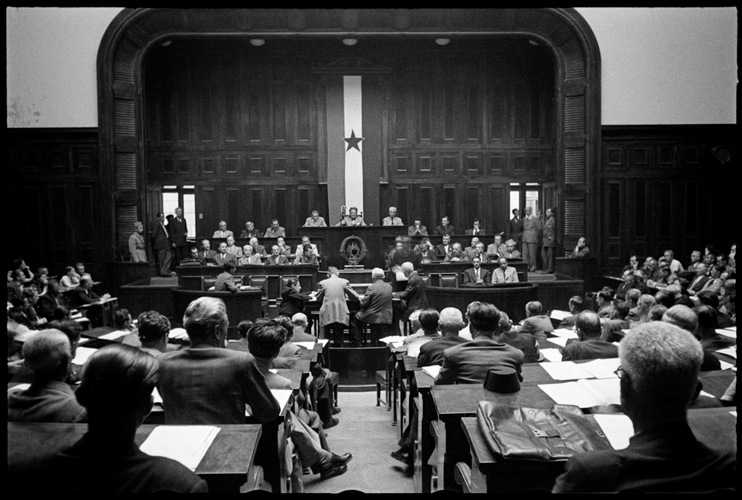
Az AVNOJ harmadik ülésszaka 1945. augusztusában Belgrádban.

A szövetségesek javaslatára  1945 februárjában az AVNOJ-t kibővítették Szerbia, Montenegró és Koszovó-Metohija tagokkal, amelyek a második ülésen nem képviseltették magukat. A Tito–Šubašić megállapodás alapján az AVNOJ március végén ismét kibővült a háború előtti jugoszláv parlament 54 képviselőjével.  A jaltai konferencián Churchill és Sztálin megvitatta az AVNOJ döntéseit; megegyeztek abban, hogy a jövőbeli jugoszláv alkotmányozó nemzetgyűléstől az AVNOJ összes határozatának ratifikálását követelik.
1945 februárjában az AVNOJ elnöksége arra a következtetésre jutott, hogy a Szandzsák nem lehet Jugoszlávia önálló szövetségi egysége. Ennek megfelelően a Szandzsák Felszabadításának Nemzeti Bizottsága felosztotta a régiót Szerbia–Montenegró 1912 előtti határai mentén, és feloszlatta magát. Április 7. és 9. között Szerbia Népi Felszabadításáért Antifasiszta Parlamentje (ASNOS) megtartotta első rendes ülését, amelyen megszavazta Vajdaság, Koszovó és Szandzsák egy részének annektálását. Július 8. és 10. között tartotta első rendes ülését Koszovó-Metohija megyék Népi Felszabadítási Tanácsa, július 30-án és 31-én pedig ülésezett Vajdaság megfelelő testülete; mindkét testület úgy döntött, hogy az általuk képviselt régió csatlakozik Szerbiához. Mindezeket a döntéseket megerősítették az AVNOJ harmadik ülésén 1945 augusztusában. A hónap végére az AVNOJ a szövetségi egységek megfelelő 1941 előtti és 1918 előtti határai alapján megvitatta a jugoszláv határok módosítását, és döntött azokról.
Az alkotmányozó nemzetgyűlés előkészítésének részeként az AVNOJ harmadik ülésszakát 1945. augusztus 7. és 26. között tartották Belgrádban jugoszláv parlament épületében. Ismét Ribar elnökölt. November 11-én parlamenti választást tartottak, az alkotmányozó nemzetgyűlést pedig 1945. november 29-ére hívták össze. A nemzetgyűlés ratifikálta az AVNOJ által korábban meghozott határozatokat.

## Öröksége

Az AVNOJ által meghatározott határok a föderációt alkotó köztársaságok között.

Az AVNOJ működése a szerb nacionalizmus vereségét eredményezte. A háború előtti Jugoszláv Királyságban Szerbia domináns helyzetben volt. A háború előtti helyzethez, valamint a Szerb Királyság első világháború előtti területéhez képest Szerbia elvesztette Macedóniát és Montenegrót. Az AVNOJ Bosznia-Hercegovinát a jugoszláv föderáció egyenrangú tagjaként hozta létre, határokat hozva létre és megerősítve az ezekben a régiókban és Horvátországban élő szerbek különállását Szerbiától. Ezeket a határokat néha „AVNOJ-határoknak” is nevezik.
1945-ben ez a helyzet aggodalmat keltett a szerbekben, akik attól tartottak, hogy még több jugoszláv tagköztársaság között osztják fel őket. Tito és a jugoszláv rezsim válaszul olyan retorikát alkalmazott, hogy csökkentsék a jugoszláv határok látszólagos jelentőségét. Bár az AVNOJ határait eredetileg közigazgatási határként húzták meg, mégis az ezt követő decentralizációval és Jugoszlávia felbomlásával növekedett meg igazán jelentőségük. Az AVNOJ határain túli szerb irredentizmus nagyban hozzájárult az 1990-es szerb lázadáshoz Horvátországban, valamint az 1992–1995-ös boszniai háborúhoz.
Az AVNOJ második ülésszakát a háború utáni Jugoszláviában az ország születéseként ünnepelték, és az eseményről évente november 29-én és 30-án kétnapos nemzeti ünnepként emlékeztek meg. Az AVNOJ első és második ülésének otthont adó épületekben múzeumokat hoztak létre.

## Fordítás
- Ez a szócikk részben vagy egészben  az   Anti-Fascist Council for the National Liberation of Yugoslavia című angol Wikipédia-szócikk ezen változatának fordításán alapul.  Az eredeti cikk szerkesztőit annak laptörténete sorolja fel. Ez a jelzés csupán a megfogalmazás eredetét és a szerzői jogokat jelzi, nem szolgál a cikkben szereplő információk forrásmegjelöléseként.